# 陈熠
陈熠（2004年8月24日—），浙江杭州人，中国女子乒乓球运动员。

## 運動員生涯
2018年升入国家国家乒乓球队二队，2020年升入国家国家乒乓球队一队。
2025年WTT美国大满贯，陈熠爆冷击败孙颖莎、早田希娜及蒯曼等种子选手，成功杀入决赛，但在决赛以2-4的比分不敵中国澳门的朱雨玲，屈居亚军。